# Betzoar
El betzoar és una acumulació d'alguna substància no digerible, capaç de formar masses de volum variable, que es pot trobar en els intestins o estómacs dels animals o altres llocs. Hi ha molts tipus de betzoar, tant orgànics com inorgànics.
La paraula betzoar ve del persa pâdzahr, que significa 'contraverí' o 'antídot', ja que en l'antiguitat es creia que el betzoar podia guarir i anul·lar els efectes de tots els verins. Encara que no actua contra tots els verins com es creia, alguns tipus de tricobetzoar és (betzoars formats amb pèl) poden anul·lar efectes de l'arsènic.
Antigament els apotecaris llogaven o venien betzoars a preus molt alts.

## Tipus per contingut
- Tricobetzoar és un betzoar format de pèl. Hi ha casos en els quals es formen pel propi pèl consumit de la persona o de l'animal.
- Farmabetzoar és un betzoar format per medicaments.
- Fitobetzoar està compost de materials orgànics no digeribles (en els humans, per exemple, la cel·lulosa).
- Alguns betzoars, els més interessants, són els que comencen per materials com sorra i pedres, i amb el temps es van formant capes de calci en la seva superfície, a semblança de les perles de les ostres. Aquests betzoars són anomenats pedra betzoar o gemma betzoar, ja que són molt bonics i són considerades pedres semiprecioses.

Tots aquests betzoars es poden formar en humans.

## Tipus per localització
- Un betzoar al esòfag és comú en nens petits i en cavalls.
- Un betzoar al intestí gros pot derivar en un fecaloma.

## Causa
- Els betzoars esofàgics en pacients alimentats amb nasogàstric amb ventilació mecànica i sedació s'han donat per les precipitacions de certs tipus d'aliments rics en caseïna, que es precipiten amb reflux d'àcid gàstric per formar betzoars esofàgics.
- Els betzoars de bou (betzoars de vaca) s'utilitzen en herbologia xinesa, on s'anomenen niu-huang (牛黃) o calculus bovis . Es tracta de càlculs biliars o substitutius de la bilis de la vesícula biliar o bou. Hi ha càlculs bovis artificials utilitzats com a substituts. Es fabriquen a partir d'àcid cròlic derivat de la bilis bovina.[5] En alguns productes, afirmen eliminar "toxines" del cos.

## Història
Els betzoars tenien valor perquè es creia que tenien el poder d'un antídot universal contra qualsevol verí. La tradició afirmava que un got que contenia betzoar neutralitzaria qualsevol verí que s'hi aboqui. La paraula «betzoar» prové de la persa pād-zahr ( پادزهر), que significa literalment ‘antídot’.
El metge andalusí Ibn Zuhr (d. 1161), conegut a Occident com a Avenzoar, es creu que hauria fet la primera descripció de pedres de betzoar com a articles medicinals. Una extensa referència als betzoars també apareix al tractat anomenat Picatrix , que pot haver-se originat anteriorment.
El 1575, el cirurgià francès Ambroise Paré va descriure un experiment per provar les propietats de la pedra betzoar. Aleshores, es considerava que la pedra del betzoar era capaç de guarir els efectes de qualsevol verí, però Paré creia que això era impossible. Va passar que un cuiner de la cort de King va ser atrapat robant coberts de plata fina i va ser condemnat a mort penjant-lo. El cuiner va acceptar enverinar-se en lloc d'això. Ambroise Paré va utilitzar llavors la pedra del betzoar en gran manera, ja que el cuiner va morir en agonia set hores després de prendre verí. Paré havia demostrat que la pedra del betzoar no podia guarir tots els verins, al contrari de la creença popular de l'època.
Els exàmens moderns de les propietats dels betzoars de Gustaf Arrhenius i Andrew A. Benson de la Scripps Institution of Oceanography han demostrat que podrien, en submergir-se en una solució arsènica, eliminar el verí. Els compostos tòxics de l'arsènic són arsenat i arsènit. Cadascuna s'actua sobre pedres de betzoar de manera diferent, però efectivament. L'arsenat s'elimina mitjançant l'intercanvi de fosfat en el mineral brushite, una estructura cristal·lina que es troba a les pedres. L'arsenita s'uneix als compostos de sofre de la proteïna dels cabells degradats, que és un component clau als betzoars.
Un cas famós en el dret comú d'Anglaterra (Chandelor v Lopus, 79 Eng. Rep. 3, Cro. Jac. 4, Eng. Ct. Exch. 1603) va anunciar la regla de caveat vacor ('que el comprador vagi amb compte') si els productes que va comprar no són reals i efectius. El cas va tractar un comprador que va demandar per la devolució del preu de compra d'un presumpte betzoar fraudulent. (L'informe de llei no discuteix com el demandant va descobrir que el betzoar no funcionava.)
Els betzoars eren objectes importants en armaris de curiositat i col·leccions d'història natural, especialment per al seu ús a la farmàcia moderna primerenca i a l'estudi de la salut animal.
El Manual de diagnòstic i teràpia de Merck indica que el consum de caqui no madurat ja s'ha identificat com a causant epidèmies de betzoars intestinals i que fins a un 90% dels betzoars que es produeixen en menjar-ne massa. Els fruits necessiten cirurgia per extirpar-los.
A la revisió del 2013 de tres bases de dades es van identificar 24 publicacions que presentaven 46 pacients tractats amb Coca-Cola per fitobozis. La cola es va administrar en dosis de 500 ml a fins a 3000 ml durant 24 hores, per via oral o per rentat gàstric. El 91,3% dels pacients van tenir una resolució completa després del tractament amb Coca-Cola: el 50% després d'un tractament únic, d'altres que necessiten extirpació de la cola i endoscòpica. Els quatre metges van recórrer a la extirpació quirúrgica en quatre casos.

## Documents
Les referències concretes – incloent data i persones implicades- permeten precisar el coneixement sobre qualsevol tema i, més concretament, també de l'objecte del present article.
- 1244. En el “Lapidario” traduït per ordre d'Alfons X de Castella es parla de la “piedra llamada bezahar”.[16]
- 1322. En una carta adreçada al soldà d'Egipte, Jaume el Just, li demana betzoars.

| «                                            | ltem sien informats los missatgers de procurar et de haver ab tota diligencia del soldà, si ho ha en son poder, hon porà trobar et hauer, con mils puxen, de una manera de pedres, qui en lenguatge de Persia es apellada Betzaar, qui es pedra de mena, e fas en les parts de lndia, e segons que metges dien, val contra tot verí, e ... de moltes colors, entre les quals dien los savis, que val mes la groga, e puys la vert, e puys la foscha | » |
| — Carta de Jaume II d'Aragó al soldà Egipte. | |   |

- 1395. Carta de Joan el Caçador a la seva filla Joana de Foix.

| «                           | Una pedra apellada betzar e una lengua de serp, que son bones a metzines e verí | » |
| — Carta de Joan el Caçador. |                                                                                 |   |

- 1423. Enrique de Villena marquès de Villena, en la seva obra “Arte cisoria”, parlava de la conveniència de portar anells amb pedres de propietats anti-verinoses com el “betsuhar”.[21][22]
- 1461. Inventari i testament del príncep de Viana: “Item una betzara redona ab una cadena d'argent sobredaurada la qual és en la caxa del retret”.[23]
- 1569. Nicolás Monardes escrigué un tractat en dos llibres. El segon volum tractava de “...la piedra Bezaar y de la yerva escuerconera”.[24]
- 1612. En una carta de Richelieu al pare general dels cartoixans li agraïa la tramesa d'un betzoar, escrit “bezouart”.[25][26]